# Cirrha Niva
Cirrha Niva est un groupe néerlandais de metal progressif. Le groupe est formé en 1993 par le guitariste actuel Rob Willemse et l'ancien guitariste Peter Vennema.

## Histoire
Le nom du groupe s'inspire de la Divine Comédie de Dante Alighieri, et est une prononciation exagérée des mots Cirrha et Nisa, les deux sommets du Mont Parnasse qui apparaissent dans l'histoire. Durant son existence, le groupe a tourné avec des groupes internationaux tels que Lacuna Coil, Evergrey, Pain of Salvation, Planet X, Skyclad et Crimson Glory.
Après s'être formé en 1993, et avoir enregistré les démos Alighieri's Roots et After the Darkness, le premier album du groupe, The Mirror World Dimension, est auto-édité en 1997. Quelques années plus tard, le chanteur Erik Smits et le batteur Jack Puijker sont remplacés. Le chant est repris par Arnold Kloek à partir de novembre 1997. En janvier 1998, Tommy White rejoint le groupe à la batterie et Wilbert van den Broek au clavier. Les albums studio No More Psychosis, Enter the Future Exit et l'opéra-rock Liaison de La Morte suivent avec ce line-up.
L'album-concept Liaison de la Morte (2001) est écrit par le guitariste Rob Willemse et se compose de sept chapitres. Cet opéra rock combine l'horreur et la romance et est joué comme un opéra avec des costumes, des maquillages et des chorégraphies. La Stichting Fonds voor Amateurkunst et la Stichting Brabant Pop en collaboration avec la province du Brabant-Septentrional sont les sponsors officiels de la production. En 2002, Cirrha Niva reçoit une bourse de tournée de la Nationaal Pop Instituut (NPI) pour présenter l'opéra-rock au festival Wave-Gotik-Treffen à Leipzig, en Allemagne. L'opéra rock se produit dans plusieurs salles centrales néerlandaises, et au Broerenkerk de Zwolle, jusqu'à ce que les représentations prennent fin en 2003.
Après Liaison de la Morte, seuls le fondateur et guitariste Rob Willemse et le batteur Tommy White restent actifs dans le groupe. Le chanteur Legrand, le guitariste Carlo Heefer et le bassiste Daniel Huijben rejoignent le groupe. Avec ce line-up, le groupe enregistre son album For Moments Never Done en 2009, toujours auto-produit, distribué dans le monde entier par The End Records et au Benelux par la branche de distribution de Suburban Records. Les chanteurs Robin de Groot (Chiraw) et Manda Ophuis (Nemesea), le claviériste Joost van den Broek (After Forever), le saxophoniste Bouke Visser, et Yuval Kramer (Amaseffer) collaborent à cet album.
En 2016, le groupe enregistre l'album Out of the Freakshow au Split Second Studio avec les producteurs Bouke de Groot et Jochem Jacobs dans un line-up comprenant le fondateur/guitariste Rob Willemse, le chanteur Legrand et le guitariste Carlo Heefer. Le bassiste Michel Steenbekkers et le batteur Nathanael Taekaema, qui avait déjà cédé ses baguettes au batteur Robert van Kooij avant les enregistrements, font leur entrée dans le groupe. Carlo Heefer quitte le groupe, et est remplacé par le guitariste Richard van der Linden. L'album paraît en 2LP et en CD et est distribué par Suburban Distribution.

## Discographie

### Albums studio
- 1997 : The Mirror World Dimension
- 2001 : Liaison de la Morte
- 2009 : For Moments Never Done
- 2016 : Out of the Freakshow

### Démos
- 1992 : After the Darkness
- 1993 : Alighieri's Roots
- 1998 : No More Psychosis

### EP
- 1999 : Enter the Future Exit